# 松岡龍雄
松岡 龍雄（まつおか たつお、1893年（明治26年）4月18日 - 1989年（平成元年）12月31日）は、日本の武術家、医者、政治家である。神道楊心流柔術三世。下館市長。

## 経歴
1893年（明治26年）に茨城県に生まれる。
松岡家は医術を以て代々黒田藩に仕えた家である。祖父の松岡克之助は神道揚心流柔術の創始者である。祖父の松岡克之助が死去したのは6歳の頃である。生前、松岡克之介は師範代の猪瀬元吉を枕元に呼び寄せ、神道楊心流柔術を孫の松岡龍雄に教えるように申し渡していた。松岡龍雄は、8歳で神道楊心流柔術に入門した。
1913年（大正2年）上京して、頭山満の家に住み日本医学校講習科に入学して医学を学んだ。1914年（大正3年）山崎亘の紹介で講道館に入門した。
1917年（大正6年）6月に神道楊心流を継承した。1920年（大正9年）第一回柔道整復術試験に合格。1923年（大正12年）茨城県真壁郡下館町に松岡医院を開設した。
1931年（昭和6年）8月に大日本武徳会茨城県支部下館支所柔道教師となった。
1932年（昭和7年）に大日本武徳会より柔道精練証を受け、1933年（昭和8年）には柔道教士号を授与された。
大日本武徳会栃木支部審査員、茨城県柔道有段者会審査員などを務めた。その一方1942年（昭和17年）に下館町議会員に当選、昭和18年5月に下館町長となった。また真壁郡町村会長、下館町農業会長などを歴任。
1946年（昭和21年）に公職追放。医業の傍ら下妻無尽→東陽相互銀行に招かれ1950年（昭和25年）に取締役に就任、1956年（昭和31年）11月15日には下館市長に当選し政界復帰を果たした。1958年（昭和33年）に経営上の内紛から東陽相銀社長に就任し、後継社長として元土浦町長だった萩谷徳一を招き自らは会長に退いた。以後四選して1972年11月14日の任期満了まで下館市長在任。同年7月6日に萩谷社長が急死したことで9月に再度東陽相銀社長となり、1974年に退任。

## 武術
8歳で神道楊心流柔術に入門し、第二世の猪瀬元吉周行から学んだ。
1909年（明治42年）5月に切紙免許、1912年（明治45年）5月に目録免許、1916年（大正6年）に免許皆伝を受けて神道揚心流第三世宗家となった。
1914年（大正3年）5月15日に講道館に入門した。入門同期は自分の実力を試すためであった。当時の師範は山下義韶であった。この時、すでに神道楊心流の目録免許状を取得していたが無級の白帯として稽古を始め、すぐに審査を受けて特進三段を許された。
1933年（昭和8年）6月25日に四段、1940年（昭和15年）8月15日に五段、1956年（昭和31年）1月8日に六段となった。講道館における最終段位は七段であった。
得意技は小内刈、移腰、横捨身、真捨身等で相手を倒し素早く絞め技に入ることであった。神道揚心流をやっていたことから講道館柔道でも少しも困ることがなく、稽古では五段の人たちと互角に戦えた。
神道楊心流柔術の他に、気楽流と浅山一伝古流の免許皆伝であった。
鈴木嘉八義光より気楽流を学び、1918年（大正7年）に目録免許、1921年（大正10年）5月に免許皆伝となった。また、浅山一伝古流（浅山大成流）を猿橋東太郎光徳より学び、1921年（大正10年）2月に目録免許、1927年（昭和2年）5月に免許皆伝を授かった。